# Europawahl in Irland 2009
- SP: 1
- Labour: 3
- Unabhängige: 1
- FG: 4
- FF: 3

Die 4 irischen Wahlkreise bei der Europawahl. In jedem Wahlkreis wurden 3 Abgeordnete gewählt.

Die Europawahl in der Republik Irland fand am Freitag, den 5. Juni 2009 statt. Parallel dazu wurden auch Kommunalwahlen in Irland abgehalten. Außerdem gab es zwei Nachwahlen zum irischen Parlament in den Wahlkreisen Dublin South und Dublin Central, da deren Wahlkreisvertreter verstorben waren.
Im Ergebnis teilten sich 4 Parteien und ein unabhängiger Kandidat die 12 irischen Sitze: Fine Gael 4 Sitze (29,1 % Stimmenanteil), Fianna Fáil 3 Sitze (24,1 % Stimmenanteil), Labour Party 3 Sitze (13,9 % Stimmenanteil) und Socialist Party 1 Sitz (2,7 % Stimmenanteil). Als Gewinner konnte vor allem die Labour Party unter Eamon Gilmore gelten, die im Vergleich zur Europawahl 2004 zwei Sitze hinzugewann. Größter Verlierer war Sinn Féin unter Gerry Adams, die trotz 11,2 % Gesamtstimmenanteil aufgrund des geltenden Wahlmodus leer ausging. Die Wahlbeteiligung lag mit 57,5 % etwa auf demselben Niveau wie bei der letzten Europawahl (damals 59,0 %).

## Wahlmodus
Die Wahl fand nach dem Prinzip der übertragbaren Einzelstimmgebung in vier großen Wahlkreisen (North-West, South, East und Dublin) statt, in denen jeweils 3 Abgeordnete gewählt wurden. Im Vergleich zur Europawahl 2004 war die Zahl der zu wählenden irischen Abgeordneten von 13 auf 12 reduziert worden. Um dieser Veränderung gerecht zu werden, wurde die Zahl der im Wahlkreis Dublin zu wählenden Abgeordneten von 4 auf 3 reduziert und die Countys Longford und Westmeath wurden vom Wahlkreis East an den Wahlkreis North-West angegliedert.

## Parteien
| Partei                                        | Partei          | Parteivorsitzender | Europa- partei | Scheidendes Parlament | Scheidendes Parlament |
| Partei                                        | Partei          | Parteivorsitzender | Europa- partei | Mandate               | EP-Fraktion           |
| --------------------------------------------- | --------------- | ------------------ | -------------- | --------------------- | --------------------- |
|                                               | Fine Gael       | Enda Kenny         | EVP            | 5                     | EVP                   |
|                                               | Fianna Fáil     | Brian Cowen        | ELDR a         | 4                     | UEN                   |
|                                               | Labour Party    | Eamon Gilmore      | SPE            | 1                     | S&D                   |
|                                               | Socialist Party | Joe Higgins        | –              | –                     | –                     |
|                                               | Sinn Féin       | Gerry Adams        | –              | 1                     | GUE/NGL               |
|                                               | Libertas        | Declan Ganley      | Libertas       | –                     | –                     |
|                                               | Green Party     | John Gormley       | EGP            | –                     | –                     |
|                                               | Unabhängige     | –                  | –              | 2                     | ALDE b/IND/DEM c      |
|                                               |                 |                    |                |                       |                       |
| Quelle: Scheidendes Parlament (2009), Mandate |                 |                    |                |                       |                       |

## Wahlbeteiligung und Kandidaten nach Wahlkreisen
| Wahlkreis  | Wahlberechtigte | Wahlbeteiligung | Wahlbeteiligung | Ungültige Stimmen | Ungültige Stimmen | Gültige Stimmen | Sitze | Kandidaten |
| Wahlkreis  | Wahlberechtigte | Anzahl          | %               | Anzahl            | %                 | Gültige Stimmen | Sitze | Kandidaten |
| ---------- | --------------- | --------------- | --------------- | ----------------- | ----------------- | --------------- | ----- | ---------- |
| Dublin     | 812.465         | 412.684         | 50,8            | 6.054             | 1,5               | 406.630         | 3     | 10         |
| East       | 778.502         | 442.291         | 56,8            | 13.042            | 2,9               | 429.249         | 3     | 11         |
| North-West | 805.626         | 510.982         | 63,4            | 15.675            | 3,1               | 495.307         | 3     | 13         |
| South      | 861.727         | 509.963         | 59,2            | 11.836            | 2,3               | 498.127         | 3     | 10         |
| Gesamt     | 3.258.320       | 1.875.920       | 57,5            | 46.607            | 2,5               | 1.829.313       | 12    | 44         |

## Ergebnis
| Listen                                                      | Listen            | Stimmen   | %    | +/-  | Mandate | +/- |
| ----------------------------------------------------------- | ----------------- | --------- | ---- | ---- | ------- | --- |
|                                                             | Fine Gael         | 532.889   | 29,1 | +1,3 | 4       | –1  |
|                                                             | Fianna Fáil       | 440.562   | 24,1 | –5,4 | 3       | –1  |
|                                                             | Labour Party      | 254.669   | 13,9 | +3,4 | 3       | +2  |
|                                                             | Sinn Féin         | 205.613   | 11,2 | +0,1 | –       | –1  |
|                                                             | Libertas          | 99.709    | 5,5  | Neu  | –       | Neu |
|                                                             | Socialist Party   | 50.510    | 2,8  | +1,4 | 1       | +1  |
|                                                             | Green Party       | 34.585    | 1,9  | –2,4 | –       | ±0  |
|                                                             | Unabhängige       | 210.776   | 11,5 | –4,0 | 1       | –1  |
| Gesamt                                                      | Gesamt            | 1.829.313 | 100  |      | 12      | –1  |
|                                                             |                   |           |      |      |         |     |
| Ungültige Stimmen                                           | Ungültige Stimmen | 46.607    | 2,5  | –0,8 |         |     |
| Wähler                                                      | Wähler            | 1.875.920 | 57,6 | –1,5 |         |     |
| Wahlberechtigte                                             | Wahlberechtigte   | 3.258.320 |      |      |         |     |
|                                                             |                   |           |      |      |         |     |
| Quellen: Elections Ireland: Dublin, East, North West, South |                   |           |      |      |         |     |

## Fraktionen im Europäischen Parlament
| Partei                         | Partei          | Mandate | Fraktion |
| ------------------------------ | --------------- | ------- | -------- |
|                                | Fine Gael       | 4 / 12  | EVP      |
|                                | Fianna Fáil     | 3 / 12  | ALDE     |
|                                | Labour Party    | 3 / 12  | S&D      |
|                                | Socialist Party | 1 / 12  | GUE/NGL  |
|                                | Unabhängige     | 1 / 12  | ALDE     |
|                                |                 |         |          |
| Quelle: Europäisches Parlament |                 |         |          |

## Gewählte Kandidaten nach Wahlkreisen

### Dublin
| Name               | Partei | Partei          | Europäisches Parlament                                                               |
| ------------------ | ------ | --------------- | ------------------------------------------------------------------------------------ |
| Proinsias De Rossa |        | Labour Party    | Progressive Allianz der Sozialisten und Demokraten im Europäischen Parlament         |
| Joe Higgins        |        | Socialist Party | Vereinte Europäische Linke/Nordische Grüne Linke                                     |
| Gay Mitchell       |        | Fine Gael       | Fraktion der Europäischen Volkspartei (Christdemokraten) und europäischer Demokraten |

### East
| Name               | Partei | Partei       | Europäisches Parlament                                                               |
| ------------------ | ------ | ------------ | ------------------------------------------------------------------------------------ |
| Liam Aylward       |        | Fianna Fáil  | Allianz der Liberalen und Demokraten für Europa                                      |
| Nessa Childers     |        | Labour Party | Progressive Allianz der Sozialisten und Demokraten im Europäischen Parlament         |
| Mairead McGuinness |        | Fine Gael    | Fraktion der Europäischen Volkspartei (Christdemokraten) und europäischer Demokraten |

### North-West
| Name          | Partei | Partei      | Europäisches Parlament                                                               |
| ------------- | ------ | ----------- | ------------------------------------------------------------------------------------ |
| Pat Gallagher |        | Fianna Fáil | Allianz der Liberalen und Demokraten für Europa                                      |
| Marian Harkin |        | Unabhängig  | Allianz der Liberalen und Demokraten für Europa                                      |
| Jim Higgins   |        | Fine Gael   | Fraktion der Europäischen Volkspartei (Christdemokraten) und europäischer Demokraten |

### South
| Name          | Partei | Partei       | Europäisches Parlament                                                               |
| ------------- | ------ | ------------ | ------------------------------------------------------------------------------------ |
| Brian Crowley |        | Fianna Fáil  | Allianz der Liberalen und Demokraten für Europa                                      |
| Alan Kelly    |        | Labour Party | Progressive Allianz der Sozialisten und Demokraten im Europäischen Parlament         |
| Seán Kelly    |        | Fine Gael    | Fraktion der Europäischen Volkspartei (Christdemokraten) und europäischer Demokraten |